# Vanessa Marcil
Vanessa Marcil (Indio, Califórnia, 15 de outubro de 1968) é uma atriz estadunidense, notável por seus trabalhos nas séries Las Vegas e Beverly Hills, 90210, e na telenovela General Hospital.

## Biografia
Marcil, a mais nova dos quatro filhos, nasceu em Indio, Califórnia, para Patricia Marcil, um herbalist, e Peter Ortiz. O pai de Marcil é mexicano, e sua mãe é americana de ascendência francesa e italiana.
Cresceu em Palm Desert. Em sua adolescência, a paixão pelas artes dramáticas começou com o teatro. Ela atuou em diversas peças e musicais locais recebendo críticas muito boas sobre sua performance, o que a incentivou a buscar oportunidades melhores.
Estas oportunidades chegaram com a televisão. Seu primeiro trabalho importante foi na clássica telenovela General Hospital, entre 1992 e 1998. Pelo papel ela foi indicada duas vezes ao Daytime Emmy Awards. Neste mesmo período, Marcil se dedicou a outros projetos como os filmes To Love, Honor and Deceive e The Rock, ao lado de Sean Connery e Nicolas Cage.
Em 1998, Marcil foi convidada para entrar para o elenco de Beverly Hills, 90210, onde ficou por uma temporada e meia. Logo depois, ela voltou a se dedicar ao teatro, entrando para o elenco de peças importantes representados em teatros de Los Angeles. Marcil também retornou rapidamente à novela General Hospital, fez pequenas participações em Spin City e NYPD Blue, e atualmente está no elenco de Las Vegas, drama da rede NBC.
Assim como sua ex-colega, Tiffani Thiessen, Marcil é vegetariana e morou com Brian Austin Green, outro colega em Beverly Hills, 90210, com quem tem um filho.

## Filmografia

### Cinema
- 2002 Storm Watch como Tess Woodward
- 2000 This Space Between Us como Maggie Harty
- 1999 Nice Guys Sleep Alone como Erin
- 1997 976-WISH como Danielle
- 1996 To Love, Honor and Deceive como Sydney Carpenter
- 1996 The Rock como Carla Pestalozzi

### Televisão
- 2008 Lipstick Jungle como Josie Scotto
- 2008 Las Vegas como Samantha Marquez
- 2004 Crossing Jordan como Samantha Marquez
- 2001 NYPD Blue como Det.Carmen Olivera
- 2001 Spin City como Kara
- 1998 Beverly Hills, 90210 como Gina Kincaid
- 1997 High Incident como Kerry Andrews
- 1992 General Hospital como Brenda Barrett